# Ferdinánd Zichy
Conte Ferdinánd Zichy de Zics et Vázsonykő (Nagyvázsony, 13 maggio 1783 – Presburgo, 7 ottobre 1862) è stato un politico ungherese.

## Biografia
Ferdinánd nacque a Vázsonykő il 13 maggio 1783, era membro di una famiglia della nobiltà ungherese, avente titolo comitale. Egli era, nello specifico, figlio del Conte Károly Zichy (1753-1826), collaboratore di Metternich nel periodo della restaurazione in Austria, e di sua moglie, la principessa Anna Maria von Khevenhüller-Metsch, figlia del principe Johann Sigismund Friedrich von Khevenhüller-Metsch, ambasciatore imperiale nel ducato di Milano.
Cresciuto negli ambienti di corte di Vienna, egli intraprese la carriera militare giungendo in breve tempo al grado di Feldmaresciallo dell'esercito imperiale. Distintosi per il suo impegno nella lotta alle ribellioni d'indipendenza dell'Ungheria, il 22 marzo 1848 venne nominato Governatore del Veneto, ma dovette soccombere nell'aprile successivo alle pressioni dei ribelli che instaurarono a Venezia un governo provvisorio.
Accusato per questi atti di infedeltà e di incapacità ai danni dello Stato, nel 1849 venne condannato all'ergastolo, ma venne graziato dall'Imperatore Francesco Giuseppe nel 1851. Tornato in libertà, ma offeso nell'animo, Zichy decise di ritirarsi a vita privata, lasciando per sempre Vienna e trasferendosi a Presburgo, l'odierna Bratislava, ove morì il 7 ottobre 1862.

## Ascendenza
|                                                                                        |                                                                          |                                    | Genitori |  |  | Nonni |  |  | Bisnonni |  |  | Trisnonni                         |  |
|                                                                                        |                                                                          |                                    |          |  |  |       |  |  | ?        |  |  | István Zichy de Zics et Vázsonykő |  |
|                                                                                        |                                                                          |                                    |          |  |  |       |  |  | ?        |  |  | István Zichy de Zics et Vázsonykő |  |
|                                                                                        |                                                                          | ?                                  |          |  |  |       |  |  | ?        |  |  |                                   |  |
| István Zichy de Zics et Vázsonykő                                                      |                                                                          |                                    |          |  |  |       |  |  | ?        |  |  |                                   |  |
|                                                                                        |                                                                          | ?                                  | ?        |  |  |       |  |  |          |  |  |                                   |  |
|                                                                                        |                                                                          | ?                                  | ?        |  |  |       |  |  |          |  |  |                                   |  |
|                                                                                        |                                                                          | ?                                  | ?        |  |  |       |  |  |          |  |  |                                   |  |
| Károly Zichy de Zics et Vázsonykő                                                      |                                                                          | ?                                  |          |  |  |       |  |  |          |  |  |                                   |  |
|                                                                                        |                                                                          | ?                                  | ?        |  |  |       |  |  |          |  |  |                                   |  |
|                                                                                        |                                                                          | ?                                  | ?        |  |  |       |  |  |          |  |  |                                   |  |
|                                                                                        |                                                                          | ?                                  | ?        |  |  |       |  |  |          |  |  |                                   |  |
| Marie Cecilie von Stubenberg                                                           |                                                                          | ?                                  |          |  |  |       |  |  |          |  |  |                                   |  |
|                                                                                        |                                                                          | ?                                  | ?        |  |  |       |  |  |          |  |  |                                   |  |
|                                                                                        |                                                                          | ?                                  | ?        |  |  |       |  |  |          |  |  |                                   |  |
|                                                                                        |                                                                          | ?                                  | ?        |  |  |       |  |  |          |  |  |                                   |  |
| Ferdinánd Zichy de Zics et Vázsonykő                                                   |                                                                          | ?                                  |          |  |  |       |  |  |          |  |  |                                   |  |
|                                                                                        | Johann Joseph von Khevenhüller-Metsch, I principe di Khevenhüller-Metsch | Sigmund Friedrich von Khevenhüller |          |  |  |       |  |  |          |  |  |                                   |  |
|                                                                                        | Johann Joseph von Khevenhüller-Metsch, I principe di Khevenhüller-Metsch | Sigmund Friedrich von Khevenhüller |          |  |  |       |  |  |          |  |  |                                   |  |
|                                                                                        | Johann Joseph von Khevenhüller-Metsch, I principe di Khevenhüller-Metsch | Ernestine von Rosenberg            |          |  |  |       |  |  |          |  |  |                                   |  |
| Johann Sigismund Friedrich von Khevenhüller-Metsch, II principe di Khevenhüller-Metsch | Johann Joseph von Khevenhüller-Metsch, I principe di Khevenhüller-Metsch |                                    |          |  |  |       |  |  |          |  |  |                                   |  |
|                                                                                        |                                                                          | Karolina von Metsch                |          |  |  |       |  |  |          |  |  |                                   |  |
|                                                                                        |                                                                          |                                    |          |  |  |       |  |  |          |  |  |                                   |  |
|                                                                                        |                                                                          |                                    |          |  |  |       |  |  |          |  |  |                                   |  |
| Anna Maria di Khevenhüller-Metsch                                                      |                                                                          |                                    |          |  |  |       |  |  |          |  |  |                                   |  |
|                                                                                        |                                                                          |                                    |          |  |  |       |  |  |          |  |  |                                   |  |
|                                                                                        |                                                                          |                                    |          |  |  |       |  |  |          |  |  |                                   |  |
|                                                                                        |                                                                          |                                    |          |  |  |       |  |  |          |  |  |                                   |  |
|                                                                                        |                                                                          |                                    |          |  |  |       |  |  |          |  |  |                                   |  |
|                                                                                        |                                                                          |                                    |          |  |  |       |  |  |          |  |  |                                   |  |
|                                                                                        |                                                                          |                                    |          |  |  |       |  |  |          |  |  |                                   |  |
|                                                                                        |                                                                          |                                    |          |  |  |       |  |  |          |  |  |                                   |  |
|                                                                                        |                                                                          |                                    |          |  |  |       |  |  |          |  |  |                                   |  |